# Bušek Linhartův
Bušek Linhartův, také Bušek Linharta z Braškova', latinsky Bussco Leonardi de Brasscow (činný od 1337, † před 1373) byl pražský římskokatolický kněz, vikář pražského biskupa Jana IV. z Dražic, kanovník u sv. Víta a u sv. Jiří, kaplan krále Karla IV. a první ředitel stavby pražské katedrály.

## Život
Pocházel z vladycké rodiny pánů z Braškova, kteří sídlili od poloviny 13. století ve stejnojmenné vsi s pozdější tvrzí nedaleko Unhoště na Kladensku, nazvané podle zakladatele Braška. Buškův otec Linhart z Braškova se v roce 1331 připomíná jako soudce biskupské kurie pražského biskupa Jana IV. z Dražic. Ve třicátých letech 14. století také jeho syn Bušek nastoupil do biskupovy služby, a to jako stálý vikář Jana IV. z Dražic s právem zasedat v pražské kapitule. Roku 1341 byl jmenován sídelním kanovníkem téže kapituly a kaplanem krále Karla IV. Na královu přímluvu získal také papežskou provizi na post kouřimského arcijáhna. Praktickou službu konal jako první ředitel stavby svatovítské katedrály v letech 1343–1350, tedy v období architekta Matyáše z Arrasu.[zdroj?] Kromě toho držel faru v Unhošti, kterou asi roku 1348 směnil se svatojiřským kanovníkem Janem za kněžskou prebendu v Holousích, která patřila ke kostelu sv. Jiří. V roce 1348 byl označen jako probošt kláštera sv. Jiří a jako jeden ze svatojiřských kanovníků je doložen ještě roku 1369.

### Portrétní busta
V triforiu katedrály se dochovala Buškova portrétní busta z dílny Petra Parléře, s doprovodným latinským nápisem, tesaným gotickou frakturou. Jméno zní Busco Leonardi, s tituly arcijáhna kouřimského, pražského kanovníka a prvního ředitele stavby katedrály. V římském letopočtu úmrtí "MCCCL..", tj. 1350, chybí poslední číslovka; toho roku Bušek pravděpodobně odstoupil z funkce ředitele stavby katedrály, ale jako zemřelý se připomíná až v roce 1373 a naživu byl snad ještě roku 1372. Busta je vytesána na třetím pilíři jižní strany chóru, na opačné straně téhož pilíře jako busta druhého ředitele stavby, Mikuláše Holubce.